# Knautia dinarica
Knautia dinarica är en tvåhjärtbladig växtart. Knautia dinarica ingår i släktet åkerväddar, och familjen Dipsacaceae.

## Underarter
Arten delas in i följande underarter:
- K. d. dinarica
- K. d. silana